# Andrei Stoliarov
Pour les articles homonymes, voir Stoliarov.
Andrei Stoliarov est un joueur de tennis russe né le 9 janvier 1977 à Sotchi. Vainqueur de la Coupe Davis 2002 et finaliste du tournoi ATP de Chennai.

## Carrière
Il remporte la finale de la Coupe Davis 2002 en tant que remplaçant. Pendant cette campagne gagnante de Coupe Davis 2002 il gagne un match sans enjeu, par abandon de l'adversaire, en quart de finale. Il n'a par ailleurs jamais joué un match avec enjeu lors d'une campagne victorieuse de son pays. Son statut de remplaçant en finale lui vaut d'avoir son nom gravé sur la Coupe Davis au côté des autres vainqueur.

## Palmarès

### Finale en simple messieurs
| No | Date       | Nom et lieu du tournoi   | Catégorie   | Dotation  | Surface    | Vainqueur     | Score     |  |
| -- | ---------- | ------------------------ | ----------- | --------- | ---------- | ------------- | --------- |  |
| 1  | 01-01-2001 | Gold Flake Open, Chennai | Int' Series | 375 000 $ | Dur (ext.) | Michal Tabara | 6-2, 7-64 |  |

## Parcours en Grand Chelem

### En simple
| Année | Open d'Australie | Open d'Australie | Roland-Garros | Roland-Garros   | Wimbledon | Wimbledon      | US Open | US Open       |
| ----- | ---------------- | ---------------- | ------------- | --------------- | --------- | -------------- | ------- | ------------- |
| 2001  | 1er tour         | Alex Calatrava   | 2e tour       | Albert Montañés | 3e tour   | Nicolas Kiefer | 2e tour | Albert Portas |
| 2002  | 1er tour         | Tommy Haas       | 2e tour       | Lleyton Hewitt  | 1er tour  | Lee Hyung-taik | -       | -             |